# イケナイコトカイ
「イケナイコトカイ」は、岡村靖幸の5枚目のシングル。
1988年2月1日・2月26日にEPIC・ソニーから発売された。

## 概要
前作「Dog Days」から半年振りの新曲。後発で8センチCDが発売された。2ndアルバム「DATE」からの先行シングル。C/W曲は渡辺美里のアルバム『Lovin' you』に提供した楽曲のセルフカバー。

## 収録曲
| 全作曲: 岡村靖幸。 |                      |           |            |                  |      |
| #                  | タイトル             | 作詞      | 作曲・編曲 | 編曲             | 時間 |
| 1.                 | 「イケナイコトカイ」 | 岡村靖幸  | 岡村靖幸   | 岡村靖幸・西平彰 | 5:38 |
| 2.                 | 「19才の秘かな欲望」 | 戸沢暢美  | 岡村靖幸   | 岡村靖幸         | 4:29 |
| 合計時間:          | 合計時間:            | 合計時間: | 合計時間:  | 10:07            |      |

## 収録アルバム
| 曲名             | 収録アルバム         | 備考                                                                              |
| ---------------- | -------------------- | --------------------------------------------------------------------------------- |
| イケナイコトカイ | 『DATE』             |                                                                                   |
| イケナイコトカイ | 『早熟』             |                                                                                   |
| イケナイコトカイ | 『OH! ベスト』       |                                                                                   |
| イケナイコトカイ | 『岡村ちゃん大百科』 | オリジナルバージョン、シングル『ターザン ボーイ』収録のライブバージョン、共に収録 |
| 19才の秘かな欲望 | 『DATE』             | CDのみ                                                                            |
| 19才の秘かな欲望 | 『岡村ちゃん大百科』 |                                                                                   |

## カバー
- MEG（2002年） - シングル 「イケナイコトカイ/傘ひとしずく」、アルバム『room girl』に収録。